# Dani Aquino
Pour les articles homonymes, voir Aquino (homonymie) et Pintos.
Daniel (Dani) Aquino Pintos est un footballeur espagnol né le 27 juillet 1990 à Murcie, Région de Murcie (Espagne).

## Biographie
Il joua depuis son plus jeune âge au Real Murcie mais va se faire remarquer par plusieurs grands club européens grâce à un match face au Real Madrid le 18 mai 2011 dans un match de charité.